# عبد الكريم نادر باشا
عبد الكريم نادر باشا (ولد في عام 1807 في ستارا زاغورا ويعرف أيضا بلقب عبدي باشا ، وتوفي في رودس عام 1883) هو سياسي عثماني، وقائد عسكري في عدد من حروب الدولة العثمانية، تولى منصب والي بغداد ثم والي تسالونيكي ، كما تولى منصب وزير الحرب وأصبح عضوًا في مجلس الأعيان العثماني. والده هو أحمد أغا.

## سيرته العسكرية
جاء إلى إسطنبول في سن مبكرة وانتمى بعد مقابلته إلى العساكر المنصورة المحمدية التي أنشأت حديثًا. تخرج في الأكاديمية العسكرية في أسطنبول وأرسل إلى فيينا لمواصلة تعليمه (1836-1841). منح بعد عودته رتبة أميرالاي. في عام 1846، رقي إلى رتبة فريق، وعين في نظارة الشؤون العسكرية عضوا في دار الشورى العسكرية. نقل في عام 1847 إلى بغداد قائداً في الجيش السادس العثماني. كان قائد القوات العثمانية المتمركزة في شرق الأناضول خلال حرب القرم حيث قاد العديد من الهجمات ضد القوات الروسية المتمركزة في غيومري. تولى قيادة القلعة في قارص وانتصر في معركة بياندر.
في الأول من ديسمبر عام 1853، عانت قواته في معركة باشجيديكلير من الهزيمة ضد فيلق من الجيش القوقازي من الروس تحت قيادة الجنرال بوتبوتوف. وبسبب هذا وبسبب العديد من الأخطاء العسكرية الأخرى، عزل وقدم الى محكمة عسكرية - لكن المحكمة برأته، وعزلت أحمد باشا مسئوله المباشر، نتيجة لسوء تخطيطه في ما يعد إحدى إخفاقات أحمد باشا العسكرية.  وبعد ذلك، في يناير عام 1854، طرد عبد الكريم نادر باشا من منصبه واستعيض عنه بأحمد باشا نفسه.
شارك في عام 1862 في الحرب بين الجبل الأسود والإمبراطورية العثمانية. ثم كان قائدًا متتالياً للعديد من فيالق الجيش وحصل على جائزة وزير الحرب حسين أفندي باشا لإعادة تنظيم الجيش العثماني.
عين عبد الكريم باشا في عام 1873 رئيسًا للجنة لإعداد لوائح الجيش العثماني. كما تولى وزارة الحرب لفترة قصيرة. انتهت الحرب مع صربيا في عام 1876، وهو القائد الأعلى للقوات المسلحة.
في عام 1876 رقي إلى مشير (مارشال) وعين في وزارة الحرب العثمانية في عهد السلطان مراد الخامس. ثم تولى قيادة القوات العثمانية عام 1877 بنجاح في الحرب الصربية التركية (1876-1878).
بسبب نجاحه في التعامل مع العديد من أعمال الشغب في صربيا في عام 1877؛ عين قائدا لفرقة قوات الدانوب خلال خلال الحرب الروسية العثمانية (1877–1878) التي اندلعت خلال السنوات الأولى من حكم عبد الحميد الثاني.
وفي هذه الحرب ضد الروس، أظهر كقائد لجيش نهر الدانوب ضعفاً، واخفاقا في قيادة قواته وترددًا عسكرياً مما أدى إلى محاكمته واقالته في 21 يوليو 1877، ونفى إلى جزيرة رودس، حيث توفي بعد ست سنوات.

## سيرته السياسية
أصبح والياً على بغداد بعد عزل محمد نجيب باشا وامتدت ولايته سبعة أشهر للفترة من يوليو 1849 إلى ديسمبر 1850 . وعندما تولى باشوية بغداد كان على اطلاع بأحوالها وطبيعة سكانها، لكونه كان قائداً للجيش السادس قبل توليه الباشوية. وأثر عنه ان كان يتصف بالكرم والشجاعة ورعاية حقوق الناس. ومن أهم الأعمال التي قام بها في إيالة بغداد خلال مدة حكمه، أجراء إحصاء لسكان الإيالة تنفيذاً لأوامر العاصمة استانبول تمهيداً لتطبيق التجنيد العسكري في الإيالة، إلا أنه عزل بسبب عدم قدرته على بسط الأمن والنظام داخل الإيالة وتولى بعده محمد وجيهي باشا.
عين بعد حرب القرم واليا على تسالونيكي.
انتخب في عام 1876 عضوا في مجلس الأعيان العثماني، مع احتفاظه بمنصبه في الجيش

## وفاته
بعد العديد من إخفاقات القيادة في هذه الحرب الروسية التركية، تمت محاكمته ونفيه إلى جزيرة رودس. توفي هناك عام 1883 ودُفن في مقبرة الريس مراد في رودس.